# Sesela
Sesela is een bestuurslaag in het regentschap West-Lombok van de provincie West-Nusa Tenggara, Indonesië. Sesela telt 11.108 inwoners (volkstelling 2010).